# Toshio Iwai
Pour les articles homonymes, voir Iwai.
 (janvier 2023).
Si vous disposez d'ouvrages ou d'articles de référence ou si vous connaissez des sites web de qualité traitant du thème abordé ici, merci de compléter l'article en donnant les références utiles à sa vérifiabilité et en les liant à la section « Notes et références ».
Toshio Iwai (岩井 俊雄, Iwai Toshio) né en 1962 à Kira est un artiste japonais qui travaille sur de nombreuses installations interactives. On retrouve dans la plupart de ses œuvres une interaction entre son et visuel. Il est le créateur de plusieurs jeux vidéo musicaux. Il a co-inventé l'instrument de music Tenori-on pour la compagnie Yamaha.

## Formation et premières créations
Toshio Iwai est né en 1962 à Kira, Aichi, Japon. Dans sa jeunesse, il passe du temps à créer des animations dans des flip book et à fabriquer des jouets mécaniques à moteur. En 1981, il intègre le département des beaux-arts de l'Université de Tsukuba. Son travail est Influencé par le travail de Norman McLaren, il commence alors à produire des pièces mélangeant des techniques d'animation antérieures au cinéma tel que le zootrope avec des méthodes modernes de capture et de création d'images (photocopieurs, caméras vidéo et infographie) et de stroboscopie (moniteurs vidéo, projecteurs vidéo et LED). Son installation Time Stratum remporte en 1985 la médaille d'or à l'exposition d'art de haute technologie '85, tenue à Shibuya Seibu, Tokyo. En 1986, Time Stratum II reçoit le grand prix à la 17e exposition d'art japonais contemporain, Meguro Art Museum, Tokyo. Toshio Iwai est diplômé de l'Université de Tsukuba avec une maîtrise en art plastique et techniques mixtes alors que durant la même année de 1987 il conçoit son tout premier jeu vidéo Otocky sur la Famicom de chez Nintendo, en association avec ASCII Corporation. 

## Jeux vidéo
Il poursuit la création de jeux vidéo avec SimTunes publié en 1996 où l'on retrouve le rapport entre musique et image qu'ont ses œuvres. En 2005 il crée Electroplankton pour le lancement de la Nintendo DS qui n'est pas vraiment un jeu mais plutôt une série de petits séquenceurs où le joueur doit faire réagir des planctons qui produisent des sons, on y retrouve en grande partie l'esprit de Sound Fantasy un projet avorté en 1993 qui devait sortir sur Super Nintendo. 

## Créations
Installations
- 1990, Time Stratum IV
- 1994, Another Time, Another Space NHK
- 1994, Resonance of 4
- 1995, Piano - As Image Media
- 1998/99, Composition on the Table
- 2008, Shanghai World Financial Center, Observation Deck

installations permanentes
- 1992, Well of Lights, Exploratorium, San Francisco
- 1992, Music Insects Exploratorium, San Francisco
- 1999, Another Time, Another Space, National Museum of Photography, Film and Television (now the National Media Museum), Bradford

Jeux vidéo
- 1986, Otocky, Famicom, Nintendo
- 1993, Sound Fantasy (en), sortie annulée, Super Nintendo
- 1996, SimTunes, PC
- 2005, Electroplankton, Nintendo DS

Télévision
- 1990-91, Einstein TV
- 1992-94, Ugo Ugo Lhuga

Digital Musical Instrument Design
- Tenori-on

Livres et magazines
- Artist, Designer and Director SCAN (Rikuyosha, 2000)
- 100 Floors House (Kaiseisha, 2008)
- Docchiga!? Books (Books KInokuniya, 2006)

Autre
- 2007–2008 Docchi Ga Hen?' poster (Tokyu Railways)

## Récompenses
- 1997, Golden Nica of the Interactive Art Division Prix Ars Electronica Linz, Autriche

## Livre traduit en français
- La Maison souterraine aux 100 étages, [« Hyakkaidate no le »], trad. de Karine Chesneau, Arles, France, Éditions Philippe Piquier, coll. « Piquier jeunesse», 2012, 40 p.  (ISBN 978-2-8097-0362-7)